# Didon se sacrifiant
Didon se sacrifiant est une tragédie en cinq actes d'Étienne Jodelle, écrite vers 1555, peut-être représentée, et éditée dans Les Œuvres et meslanges poetiques d’Estienne Jodelle Sieur du Lymodin (1574).  

## Résumé
- Acte I. Les compagnons d'Énée évoquent leur départ imminent de Carthage. Didon en sera désespérée.
- Acte II. Didon et sa sœur Anne mettent en avant l'injustice des dieux et la fourberie d'Énée. Énée ne se laisse pas fléchir.
- Acte III. Didon adresse une prière à Vénus. Anne ne parvient pas à retenir Énée.
- Acte IV. Anne raconte ses songes et Didon déclare qu'elle va user de magie.
- Acte V. Didon maudit Enée et va rejoindre son défunt époux, Sichée. Sa mort est racontée par la nourrice, Barcé.

## Jugements
- « La pièce se ressent de l'influence de Ronsard par l'abus de la mythologie, elle comporte de belles scènes »[source insuffisante] (René Jasinski, Histoire de la littérature française, Boivin et compagnie, 1947, tome I, page ??)

### Éditions
- D. Stone jr,  Four Renaissance tragedies, Harvard, U.P., 1966.
- E. Balmas(éd.), Didon se sacrifiant, Paris, Gallimard, 1968.
- M. Miotti (éd.), « Didon se sacrifiant », La tragédie à l'époque d'Henri II et Charles IX (1573-1575), Florence-Paris, Olschki-PUF, 1993, p. 341-430.
- J.-C. Ternaux (éd.), Didon se sacrifiant, Paris, Champion, Textes de la Renaissance, 2002.

### Critiques
- René Godenne, Étienne Jodelle, traducteur de Virgile, Bibliothèque d'Humanisme et de Renaissance, t. XXXI, 1969, p. 195-204.
- Gillian  Jondorf, « Doctrine and Image in Jodelle’s Didon se sacrifiant », French Studies 32/3, 1978, p. 257-274.
- Heather Ingman, Machiavelli in sixteenth-century French fiction, New-York, Bern, Paris, P. Lang 1988. X, 257 p. (American university studies, III, 10), p. 211-227 : « A French Machiavel, Jodelle ».
- Ruggero Campagnoli, « Il sentimento del tragico nella Didon se sacrifiant di Estienne Jodelle »,  Studi di letteratura francese, XVIII,  1990, Firenze, Olschki, p. 17-31.
- Stephen Michael Martin, The development of the female dramatic character in Jodelle and Garnier, Boston College, 1981(Ph. D).*
- Madeleine Lazard, « Didon et Enée au XVIe siècle : La Didon se sacrifiant d'E. Jodelle », Didon et Enée, R. Martin, Paris, CNRS, 1990, p. 89-96.
- Michèle Ducos, « Passion et politique dans les tragédies de Didon », dans Énée et Didon. Naissance, fonctionnement et survie d’un couple mythique,  R. Martin, Paris, C. N. R. S., 1990, p. 97-106.
- Christian Delmas, Didon à la scène, Littératures classiques, Toulouse, 1992
- Jean-Claude Ternaux, « De Virgile à Jodelle », L'épopée et ses modèles, dir. F. Greiner et J.-C. Ternaux, Paris, Champion, 2002.
- John Nassichuk, « Ascagne, Palinure et les signes du merveilleux dans Didon se sacrifiant », Une étrange constance. Les motifs merveilleux dans les littératures d'expression française du Moyen Âge à nos jours, dir. F. Gingras, Laval, Presses universitaires, 2006.
- Bruno Méniel, « Virgile, Jodelle, Ronsard. Colères de femmes abandonnées », La poésie de la Pléiade, Paris, Classiques Garnier, 2009.
- Nina Hugot, « Le jeu des genres: note sur le genre des rimes dans les tragédies d'Etienne Jodelle », Bibliothèque d'Humanisme et de Renaissance, tome 74, 2012, p. 135-144.